# Jon Huertas
Jon Huertas (New York, 23 oktober 1969), geboren als Jon William Scott Hofstedt, is een Amerikaans acteur, filmproducent, filmregisseur en scenarioschrijver van Puerto Ricaanse afkomst. 

## Biografie
Huertas nam in 1987 dienst in de United States Air Force en diende daar voor acht jaar als een nucleaire en conventionele wapenspecialist. Hij nam deel in Operatie Just Cause en de golfoorlog.   
Huertas begon in 1993 met acteren in de film At Home with the Webbers, waarna hij nog meerdere rollen speelde in films en televisieseries. Hij is vooral bekend van zijn rol als Javier Esposito in de televisieserie Castle, waar hij in 173 afleveringen speelde (2009-2016). Voor deze rol werd hij in 2014 genomineerd voor een People's Choice Award. 

## Filmografie

### Films
Uitgezonderd korte films.
- 2022 Prisoner's Daughter - als Joseph
- 2020 Initiation - als Rico Martinez
- 2018 Imprisoned - als Diaz
- 2017 Altered Perception - als Andrew
- 2015 Reparation - als Jerome Kellar
- 2013 Stupid Hype- als goeroe
- 2013 Miss Dial - als Alex
- 2012 Stash House - als Ray Jaffe
- 2011 Beverly Hills Chihuahua 2 - als Alberto (stem)
- 2008 The Objective - als Vincent Degetau
- 2007 Believers - als Victor
- 2007 Making It Legal - als Mike Carlton
- 2006 The Yardsale - als Chuy
- 2006 The Insatiable - als Javier
- 2006 Hot Tamale - als Alex
- 2006 Right at Your Door - als Rick
- 2002 Borderline - als Ciro Ruiz
- 2002 Bug - als Mitchell
- 2001 Green Diggity Dog - als Tim Porter
- 2000 A Family in Crisis: The Elian Gonzales Story - als Rafael
- 2000 Picking Up the Pieces - als Paulo
- 1999 Cold Hearts - als Darius
- 1999 Buddy Boy - als Omar
- 1999 Stealth Fighter - als Bradley Elias
- 1998 Why Do Fools Fall in Love - als Joe Negroni
- 1996 Executive Decision - als Sammy de terrorist
- 1993 At Home with the Webbers - als pooier

### Televisieseries
Uitgezonderd eenmalige gastrollen.
- 2016-2022 This Is Us - als Miguel - 99 afl.
- 2016-2019 Elementary - als Halcon - 3 afl.
- 2016 Con Man - als Diego Alfonso - 3 afl.
- 2009-2016 Castle - als Javier Esposito - 173 afl.
- 2008 Generation Kill - als sergeant Antonio Espera - 7 afl.
- 2004 The Joe Schmo Show - als T.J. 'The Playah' - 9 afl.
- 2002-2003 The Shield - als Robbie Villanueva - 2 afl.
- 1999-2000 Sabrina, the Teenage Witch - als Brad Alcerro - 12 afl.
- 1999 Undressed - als Evan - 6 afl.
- 1998-1999 Moesha - als Antonio - 8 afl.

### Filmproducent
- 2023 The Trap - film
- 2021 Two Jacked - korte film
- 2020 Initiation - film
- 2019 Exile - korte film
- 2017 Altered Perception - film
- 2016 She Rises - film
- 2016 Sam, Again - korte film
- 2015 American Dreamers - documentaire
- 2014 The Box - korte film
- 2014 Sequestered - korte film
- 2013 Stupid Hype - film
- 2013 Sahaya Going Beyond - korte documentaire
- 2012 Stars in Shorts - film
- 2011 Lone - korte film
- 2011 The Hill Chris Climbed: The Gridiron Heroes Story - documentaire
- 2011 After-School Special - korte film
- 2006 The Insatiable - film
- 2001 Green Diggity Dog - film

### Filmregisseur
- 2024 Tracker - televisieserie - 1 afl.
- 2023 The Company You Keep - televisieserie - 2 afl.
- 2022-2023 The Rookie  - televisieserie - 2 afl.
- 2023 The Rookie: Feds - televisieserie - 1 afl.
- 2021-2022 This Is Us - televisieserie 2 afl.
- 2021 Two Shallow - korte film
- 2021 One of Two - korte film
- 2021 Two Jacked - korte film
- 2014 The Box - korte film
- 2013 Donna Bachler's A Homecoming - korte film
- 2011 Lone - korte film

### Scenarioschrijver
- 2017 Altered Perception - film
- 2014 The Box - korte film
- 2011 Lone - korte film

- International Standard Name Identifier: 0000 0001 1962 2916
- Library of Congress Control Number: no2010057127
- MusicBrainz: ffd23aa0-9fe6-4a60-82e8-b6009ae59a17
- Nationale Bibliotheek van Israël: 987007323167505171
- Virtual International Authority File: 170552378
- WorldCat: E39PBJx8DFmjVqQvTBwWwMg3Qq